# EU-Gipfel 2010
Der EU-Gipfel 2010 fand vom 16. bis 17. Dezember in Brüssel statt. Den Vorsitz hatte der  Präsident des Europäischen Rates, Herman Van Rompuy.

## ESM
Beherrschendes Thema des Gipfels war die Änderung des AEU-Vertrages zur Gründung des Europäischen Stabilitätsmechanismus (ESM). Die Staats- und Regierungschefs der EU vereinbarten die Gründung des ESM mit dem Ziel, die Eurokrise dauerhaft einzudämmen. Der zuvor im Juni vereinbarte 750-Milliarden-Euro-Rettungsschirm hatte nur bis Mitte 2013 gelten sollen.
Die Änderung der Verträge bestand aus zwei Sätzen, die in den Artikel 136 des Lissabon-Vertrags eingefügt wurden: "Die Mitgliedstaaten, deren Währung der Euro ist, können einen Stabilitätsmechanismus einrichten, wenn dies unerlässlich ist, um die Stabilität der Eurozone als Ganzes zu gewährleisten. Die Gewährung finanzieller Hilfe unter dem Mechanismus unterliegt strikter Konditionalität."
Mit ihrer Vereinbarung, Hilfen verpflichtend an Bedingungen zu knüpfen, hatten sich die Staats- und Regierungschefs auf höhere Anforderungen für Hilfszahlungen verständigt als der Vorschlag Van Rompuys vorsah. Diese Verpflichtung war von Bundeskanzlerin Angela Merkel bereits Monate zuvor gefordert worden. Merkel erklärte zum Gipfel, dies sei ein "guter Tag für Europa".
Mit dem Krisenmechanismus wurde neben einem dauerhaften Rettungsschirm auch die Beteiligung privater Investoren an den Kosten einer Staatspleite vereinbart. Welchen Umfang die Hilfen in einem Krisenfall annehmen könnten, hatte der EU-Gipfel offen gelassen.
Der Präsident des Europäischen Parlamentes, Jerzy Buzek, forderte auf dem Gipfel eine offene Debatte über die Maßnahmen zur Euro-Krise.
Die Staats- und Regierungschefs der EU vereinbarten einen EU-Gipfel im März 2011, um die Vertragsänderungen zu beschließen.